# Annina lacustris
Annina lacustris là một loài chân đều trong họ Cirolanidae. Loài này được Budde-Lund miêu tả khoa học năm 1908.